# Нефтепровод

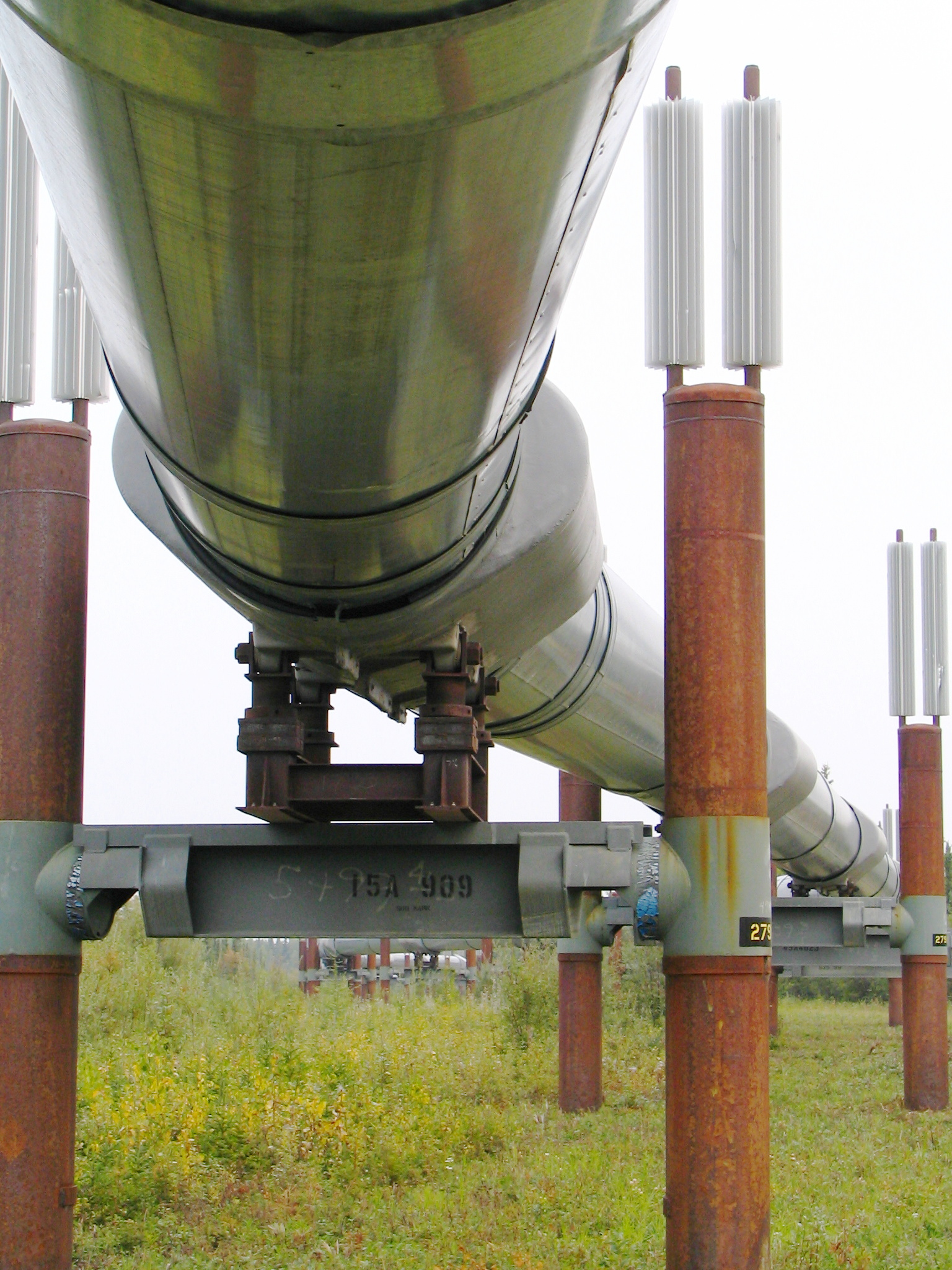
Наземный нефтепровод на Аляске

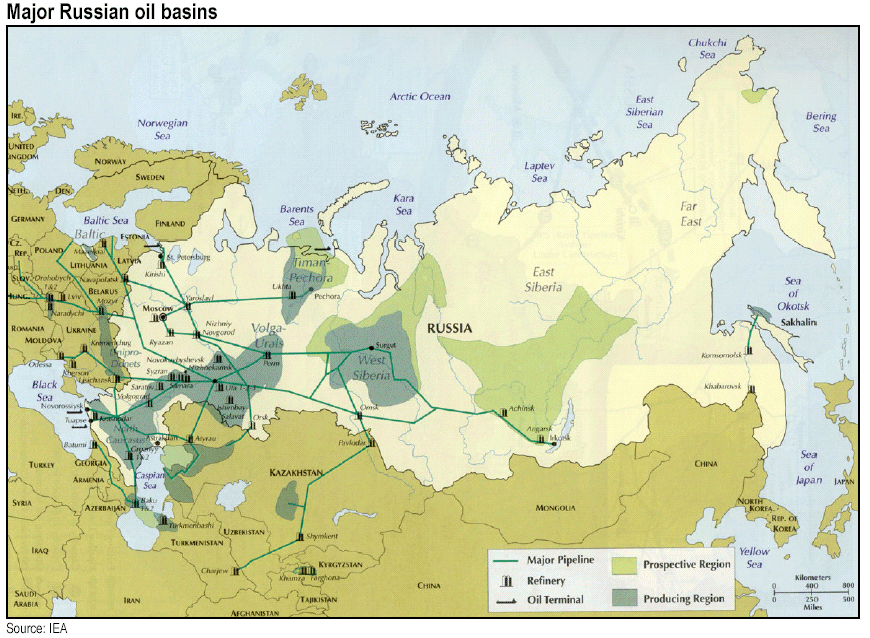
Нефтяные бассейны и магистральные нефтепроводы в странах СНГ и Балтии (около 2000 года)

Нефтепрово́д — инженерно-техническое сооружение трубопроводного транспорта, предназначенное для транспортировки нефти потребителю. Различают магистральные и промысловые нефтепроводы.
В настоящее время крупнейшей в мире системой нефтепроводов располагает Россия, в лице государственной компании—оператора «Транснефть» и её дочерних компаний. Длина сети нефтепроводов составляет 76 388 км (на 2020 год).

## История нефтепроводов в Российской империи, СССР и России
В 1863 году русский учёный Д. И. Менделеев по приглашению В.А. Кокорева посетил его нефтеперегонный завод в Баку с целью выработки мер по удешевлению производства керосина. В том числе, тогда он предложил идею использования трубопровода для транспортировки нефти и нефтепродуктов.
Осенью 1878 года на Апшеронском полуострове был введён в эксплуатацию первый российский нефтепровод протяжённостью около 10 километров для перекачки нефти от Балаханского месторождения на нефтеперерабатывающий завод братьев Нобель в Баку. Часто встречающееся утверждение, что проект трубопровода был разработан знаменитым инженером В. Г. Шуховым и, что он строился под его непосредственным техническим руководством, не подтверждается ни хронологически, ни фактически. Сам Шухов называл строителем первого российского трубопровода инженера А.В. Бари. В статье «Нефтепроводы» (1884) и в книге «Трубопроводы и их применение в нефтяной промышленности» (1894) В. Г. Шухов привёл точные математические формулы для описания процессов протекания по трубопроводам нефти, мазута, создав классическую теорию нефтепроводов. Позднее Шухов разработал теоретические и практические основы проектирования, строительства и эксплуатации магистральных трубопроводов, был автором проектов первых российских магистральных нефтепроводов: Баку — Батуми (883 км, 1907), Грозный — Туапсе (618 км, 1928).
Перед началом бурного развития нефтегазового комплекса в СССР (1957) по трубопроводам транспортировалось 34 % нефтепродуктов, а общая протяжённость магистральных трубопроводов составляла 21 тыс. км. В общем грузообороте на них приходилось 4 %, в сравнении с 15 % в США, где протяжённость трубопроводов составляла на 1 января 1955 г. 960 тыс. км, по ним даже транспортировался уголь, погружённый в воду. Потери при транспортировке железнодорожным и водным транспортом составили около 4 млрд рублей, на которые можно было построить 10 тыс. км трубопроводов диаметром 500 мм и перекачать 60 млн тонн нефти.
Себестоимость транспортировки тонны нефти из Туймазы в Омск составляла чуть более 17 рублей в сравнении с 55 рублями по железной дороге, нефтепродуктов из Уфы в Омск 29 рублей против 57 рублей. Это обусловливало экономическую эффективность нефтепроводов.
С открытием тюменской нефти у трубопроводного транспорта выявилось ещё одно преимущество: в труднодоступных районах, откуда ранее вывозили нефть водным транспортом, добыча сдерживалась временем навигации, тогда как нефтепроводы работали круглогодично. Этой причиной объясняется строительство первых нефтепроводов Шаим — Тюмень (1965) и Усть-Балык — Омск (1967).